# Popis hrvatskih veleposlanika u Grčkoj
Republika Hrvatska i Helenska Republika održavaju diplomatske odnose od 20. srpnja 1992. Sjedište veleposlanstva je u Ateni.

## Veleposlanici
Veleposlanstvo Republike Hrvatske u Helenskoj Republici osnovano je odlukom predsjednika Republike od 2. ožujka 1993.
| Veleposlanik             | Postavljenje        | Opoziv              | Sjedište |
| ------------------------ | ------------------- | ------------------- | -------- |
| Ivica Maštruko           | 6. listopada 1993.  | 30. studenoga 1996. | Atena    |
| Đorđe Pribičević         | 16. lipnja 1997.    | 1. kolovoza 1999.   | Atena    |
| Daniel Bučan             | 2. kolovoza 1999.   | 31. kolovoza 2003.  | Atena    |
| Tatjana Kralj Draganić   | 3. rujna 2003.      | 30. lipnja 2004.    | Atena    |
| Neven Madey              | 1. srpnja 2004.     | 9. rujna 2008       | Atena    |
| Vesna Cvjetković Kurelec | 30. listopada 2008. | 29. ožujka 2012.    | Atena    |
| Ivan Velimir Starčević   | 1. rujna 2012.      | 31. kolovoza 2017.  | Atena    |
| Aleksandar Sunko         | 1. rujna 2017.      |                     | Atena    |

## Vanjske poveznice
- Grčka na stranici MVEP-a